# ديبورا وايلز
ديبورا وايلز (بالإنجليزية: Deborah Wiles)‏ (7 مايو 1953، موبيل في الولايات المتحدة)؛ كاتِبة مُتخصِّصة في أدب الأطفال وروائية أمريكية.